# Rubiana
Rubiana (arpità Rubiana) és un municipi italià, situat a la ciutat metropolitana de Torí, a la regió del Piemont. L'any 2007 tenia 2.048 habitants. Està situat a la Vall de Susa, una de les Valls arpitanes del Piemont. Limita amb els municipis d'Almese, Caprie, Condove, Val della Torre, Villar Dora i Viù.

## Administració
| Període | Identitat        | Partit        |
| ------- | ---------------- | ------------- |
| 2004-   | Michele Borletto | Llista cívica |